# Together (film, 2025)
Pour les articles homonymes, voir Together.
Pour plus de détails, voir Fiche technique et Distribution.
Together, ou Inséparable au Québec, est un film d'horreur psychologique américano-australien écrit et réalisé par Michael Shanks sorti en 2025.
Premier long-métrage du réalisateur, il est présenté en avant-première au festival du film de Sundance 2025.

## Synopsis
Millie et Tim sont en couple. Alors qu'ils ont déménagé à la campagne, ils tentent de se rapprocher à nouveau. Peu à peu, leurs corps et leurs esprits vont fusionner.

## Fiche technique
Sauf indication contraire, les informations mentionnées dans cette section peuvent être confirmées par les bases de données cinématographiques IMDb et Allociné,  présentes dans la section « Liens externes ».
- Titre original et francophone : Together
- Titre québécois : Inséparable
- Réalisation et scénario : Michael Shanks (en)
- Décors : Nicholas Dare
- Costumes : Maria Pattison
- Photographie : Germain McMicking
- Montage : Sean Lahiff
- Musique : Cornel Wilczek
- Producteurs : Dave Franco, Alison Brie, Mike Cowap, Andrew Mittman, Erik Feig, Max Silva, Julia Hammer et Tim Headington
- Sociétés de production : 30WEST, Tango Productions, Picturestart, 1.21 et Princess Pictures
- Sociétés de distribution : Neon (États-Unis), Kismet Movies (Australie), Metropolitan FilmExport (France)
- Pays de production :  États-Unis,  Australie
- Langue originale : anglais
- Format : couleur - 1.85:1
- Genre : horreur
- Durée : 102 minutes
- Dates de sortie[2] :
  - États-Unis : 26 janvier 2025 (festival de Sundance),7 mars 2025 (festival South by Southwest), 30 juillet 2025 (sortie nationale)
  - Australie : 31 juillet 2025
  - France : 13 août 2025
- Classification[3] :
  - États-Unis : R
  - France : Interdit aux moins de 12 ans avec avertissement

## Distribution
- Alison Brie : Millie
- Dave Franco : Tim
- Damon Herriman : Jamie
- Mia Morrissey : Cath
- Karl Richmond : Jordy
- Jack Kenny : Luke
- Sunny S. Walia
- Tom Considine : M. Wilson
- Melanie Beddie : Mme Wilson

## Production

### Attribution des rôles
En février 2024, Dave Franco et Alison Brie, mariés dans la vie, sont annoncés dans les premiers rôles d'un film écrit et réalisé par Michael Shanks. Le film est produit par les sociétés 30West, Tango Entertainment (en) et Picturestart.

### Tournage
Le tournage a lieu en Australie, notamment à Melbourne dans l'État du Victoria .

## Accueil

### Sortie

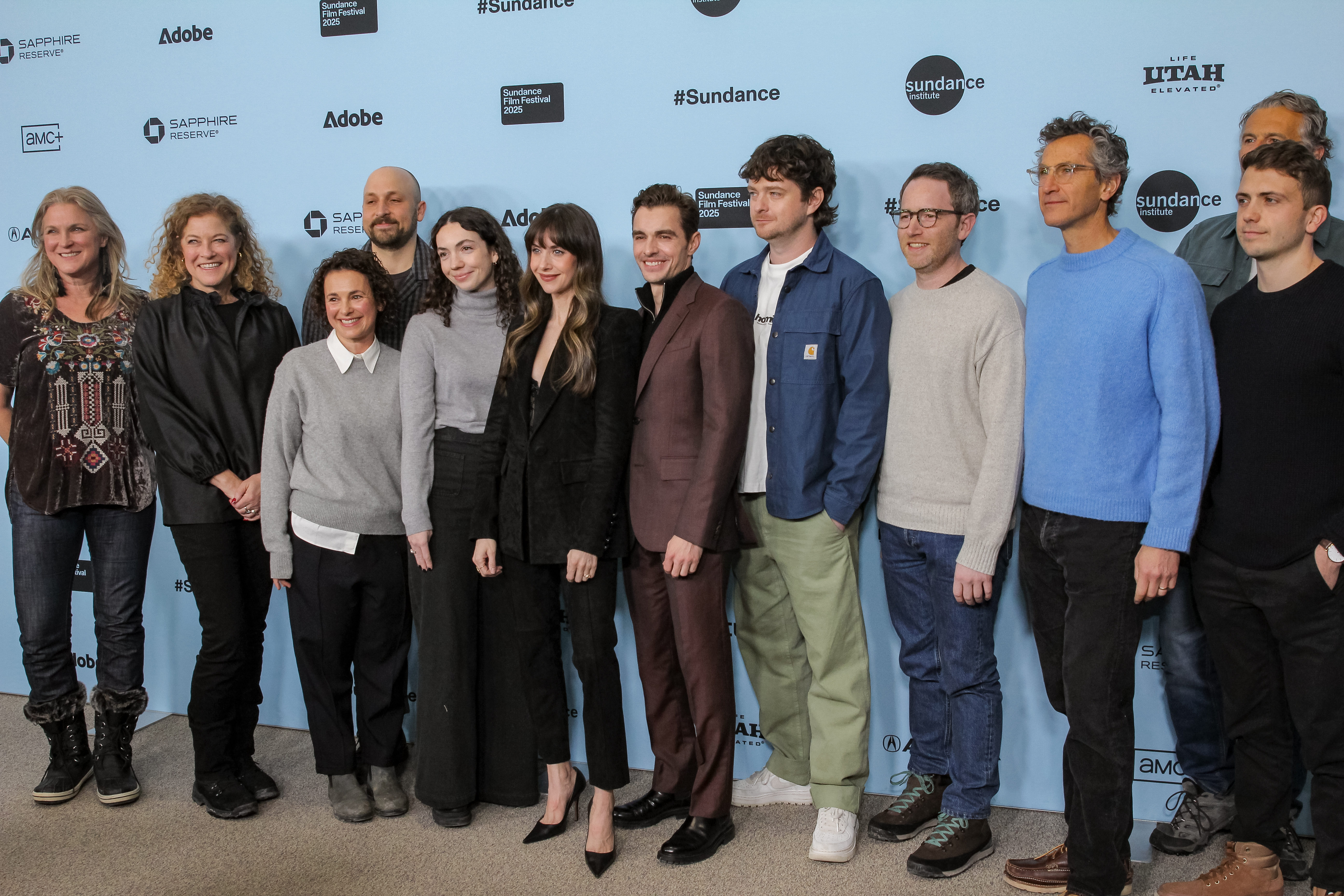
L'équipe du film au festival du film de Sundance 2025

Le film est présenté en avant-première dans la section Midnight festival du film de Sundance 2025, le 26 janvier 2025. Le bouche-à-oreille positif qui suit cette présentation suscite beaucoup d'intérêt parmi les distributeurs, notamment A24, Neon, Apple TV+, Focus Features, Searchlight Pictures, MUBI et Amazon MGM Studios,. Neon acquiert les droits de distribution mondiaux pour 17 millions de dollars et planifie une sortie dans les salles américaines le 1er août 2025,. La date de sortie est ensuite avancée de deux jours, pour le 30 juillet.

### Critique
Sur le site d'agrégation de critiques Rotten Tomatoes, le film obtient 90% d'avis favorables, pour 197 critiques. Sur le site Metacritic, qui utilise une moyenne pondérée, le film obtient la note de 75⁄100 pour 37 critiques.